# Suimanga de pit taronja
El suimanga de pit taronja (Anthobaphes violacea) és una espècie d'ocell de la família dels nectarínids (Nectariniidae) i única espècie del gènere Anthobaphes Cabanis, 1851. Habita zones de muntanya del sud de la província del Cap, a Sud-àfrica.